# (33770) 1999 RF128
1999 RF128 (asteroide 33770) é um asteroide da cintura principal. Possui uma excentricidade de 0.09643740 e uma inclinação de 4.82492º.
Este asteroide foi descoberto no dia 9 de setembro de 1999 por LINEAR em Socorro.